# Trochalopteron affine
El charlatán carinegro (Trochalopteron affine) es una especie de ave paseriforme de la familia Leiothrichidae propia del Himalaya oriental y sus estribaciones.

## Distribución y hábitat
Se extiende por el Himalaya oriental, desde el este de Nepal hasta Arunachal Pradesh en la India y Birmania, además de las montañas situadas al este de la meseta tibetana, y las que se extienden por el norte del sureste asiático. 